# I Topi Grigi
I Topi Grigi è una serie cinematografica di otto film muti italiani prodotti dalla Tiber tra il 1916 e il 1918 e diretti ed interpretati da Emilio Ghione.

## Trama

### La busta nera(episodio 1)
Campagna attorno a Parigi. Za la Mort salva il giovane Leo, assalito da una banda di delinquenti, e lo conduce nella propria casa, condivisa con la compagna Za la Vie e la vecchia zia Camilla. Leo racconta di essere stato rapito da bambino, e di non ricordare nulla della sua vita passata. Sa solo che ogni informazione relativa ad essa è contenuta in una certa busta nera. Da allora Leo viene come adottato dai coniugi Za.
Za la Mort non manca di alcune connessioni con la malavita locale: una notte si reca presso il covo dell'organizzazione criminale dei Topi grigi, e, convinto com'è che siano stati loro ad assalire Leo, propone un affare al loro capo, Grigione, noto come l'uomo dall'indice mozzo. In cambio della cessazione delle persecuzioni della banda contro Leo, Za la Mort gli consegna seduta stante alcune informazioni scritte su una villa incustodita nelle vicinanze, facile da derubare. Anzi, partecipa con loro, almeno inizialmente, all'effrazione. Poi però, con una scusa, si ritira, non prima di aver sottratto dalla tasca di Grigione la chiave della cassaforte, nella quale, in precedenza, quand'era nel covo, aveva scorto una busta nera. Ritorna quindi, mentre la banda è impegnata, al loro quartier generale, si impadronisce della busta nera – e, già che c'è, della notevole quantità di denaro custodito nella cassaforte. Al loro ritorno i Topi grigi non hanno dubbi su chi può essere stato il ladro, e giurano vendetta contro Za la Mort.
La mattina dopo, a casa degli Za, si apre la busta nera: un medaglione ivi contenuto reca al suo interno la fotografia di un bambino piccolo, ed un bigliettino sul quale è scritto che il bimbo ritratto ha un grosso neo sulla spalla destra – e si verifica che Leo ce l'ha – ed è un rampollo della facoltosa famiglia dei Saint Valentin. Za la Mort promette a Leo di aiutarlo a far valere i diritti, anche pecuniari, che gli derivano da tale illustre nascita.

### La tortura(episodio 2)
Grazie alla connivenza di Musoduro, un criminale che era stato truffato da Za la Mort, i Topi grigi lo rapiscono, e lo condannano a morte, da ottenersi tramite un fantasioso lento supplizio. Parte della banda, dopo aver affidato il morituro Za la Mort ad una carceriera complice – che poi, compassionevole, lo libererà - si reca a casa degli Za in cerca della busta nera e del denaro. Non trovandoli (Za la Mort, previdente, li aveva sotterrati in giardino), rapisce gli abitanti della casa (Za la Vie, Leo e la zia Camilla) e, dopo aver fatto esplodere l'edificio, li porta lontano, insieme a sé.

### Il covo(episodio 3)
Tornato sulle rovine fumanti della propria abitazione, Za la Mort ha le prove che i suoi cari sono ancora in vita, e si ripromette di trovarli. Ma innanzitutto, vista l'enormità della vendetta compiuta dai Topi grigi, rompe il codice di omertà che lo legava a loro e li denuncia anonimamente alla polizia. Leo, dal canto suo, riesce a sottrarsi, insieme a Za la Vie e alla zia Camilla, alla prigionia; i tre si ritrovano a Parigi, dove tirano avanti, - dando Za la Mort, di cui non hanno avuto più notizie, per morto - grazie al lavoro di Leo.
Intanto le forze dell'ordine intervengono e riescono a catturare una buona parte dei componenti della banda, ma non Grigione, che, con l'aiuto di Musoduro ottiene un passaporto falso e si imbarca, sotto falso nome, per l'America. Za la Mort, dopo aver recuperato dal nascondiglio la busta nera e il denaro, viene a trovarsi a Parigi, senza sapere che in città si trovano anche i suoi familiari. Qui egli scorge anche Musoduro, lo attira con uno stratagemma e riesce a farsi raccontare da lui quanto egli sa degli avvenimenti. Convinto che i suoi cari siano con Grigione, anche Za la Mort sbarca in America.

### La rete di corda(episodio 4)
L'esito della trasferta americana di Za la Mort, dopo accurate investigazioni – aiutato dal boss locale Ragno Rosso - per ritrovare Grigione, si riducono alla certezza che i suoi cari non hanno mai lasciato l'Europa, e si sono sempre trovati nella grande città francese. Egli ritorna quindi in Francia. Grigione pure, ma su un altro transatlantico.

### La corsa al milione(episodio 5)
Za la Mort rintraccia i suoi, a Parigi. L'incontro con loro è meno allegro di quanto potesse immaginare, in parte perché i suoi famigliari lo avevano ormai dato per morto, e si erano abituati ad una nuova vita senza di lui, in parte perché, in questa nuova prospettiva Za la Vie e Leo, confessa la zia in un colloquio con Za "avevano iniziato ad accarezzare un progetto…", ovvero una loro unione, "senza che nulla di sconveniente sia comunque successo". Il trambusto causato dal ritorno di Za la Mort è tale che Za la Vie ingerisce un quantitativo eccessivo di medicinali, e viene portata in ospedale. Za la Mort, magnanimamente, riconosce che Za la Vie, una volta ripresasi, avrà pieno diritto di seguire i dettami del suo cuore, quali che siano, a favore proprio o di Leo; per intanto, egli continua a perseguire il fine di ottenere la presumibile eredità spettante a Leo.
La duchessa Arabella Maria di Saint Valentin muore. La sorella Giovanna ne dissigilla illecitamente il testamento, da dove appare che Leo, di cui viene descritto il particolare neo identificatorio, era figlio naturale di Arabella, rapitale diciotto anni prima mentre portava al collo un medaglione (quello contenuto nella busta nera aperta da Za la Mort in precedenza). A Leo veniva fatto lascito di un milione. La duchessa Giovanna, altrettanto illecitamente, sentito il proprio intendente Romilles, distrugge il testamento: nessuno scandalo, convengono, avrebbe dovuto colpire la casata dei Saint Valentin.
Za la Mort, saputo della morte della duchessa Arabella, decide che è giunto il momento di condurre indagini sulla casa nobiliare dei Saint Valentin. Cerca di farsi ricevere da Giovanna, ma invano: costei aveva dato ordine agli uscieri di non ammettere nessuno all'infuori di Romilles. Za la Mort mette in atto un suo piano. Innanzitutto fa assumere Za la Vie come cameriera nella magione della duchessa, in modo da avere una testa di ponte in territorio nemico. Poi escogita un brillante espediente per farsi ricevere dalla duchessa Giovanna: provoca a bella posta un incidente con Romilles, che egli aveva seguito; in tal modo, com'era d'uso, i due si scambiano i biglietti da visita, a fini di risarcimento.
Presentando il biglietto da visita di Romilles all'usciere, non riesce difficile a Za la Mort farsi ricevere da Giovanna di Saint Valentin, sorpresa nel trovarsi innanzi uno sconosciuto.
Za la Mort non ha elementi probatori, e si affida al suo fiuto e alla fortuna. Sventola davanti alla duchessa il medaglione e qualche carta compromettente che trae dalla busta nera - per consegnare la quale carta ricatta la donna (chiedendo propriamente un milione) -, fa allusioni, provoca, minaccia di mandarla in galera, ed intanto osserva il comportamento guardingo ed impacciato di Giovanna, il che gli dà conferma di essere sulla pista giusta. Non si addiviene a nulla, ma Za se ne va lasciando alla duchessa un ultimatum: tre giorni di tempo per decidere, dopodiché egli avrebbe agito (in un modo a lui stesso sconosciuto).

### Aristocrazia canaglia(episodio 6)
La duchessa Giovanna pare cedere: ancora prima dello scadere dell'ultimatum, invita a casa propria Za la Mort e Leo, e consegna loro l'assegno di un milione, ricevendone in cambio il documento compromettente. Ma è solo una finta: Giovanna, dopo aver narcotizzato i suoi due ospiti recupera l'assegno e, con l'aiuto di Grigione e Musoduro, coi quali in qualche modo si era messa in contatto, rinchiude i due corpi privi di sensi in una cassa che viene subito spedita alla volta di Singapore.
Ma in casa della duchessa c'è pur sempre Za la Vie (che a questo punto appare riconciliata col compagno): ella, essendo stata testimone degli avvenimenti, strappa l'assegno dalle mani di Giovanna, fugge, si reca in banca, riscuote l'assegno e dà il denaro, riposto in una valigetta, ad alcuni fidi amici di Za la Mort, che lo nasondono il luogo sicuro.
Za la Mort e Leo si risvegliano mentre sono sul piroscafo diretto in oriente. Il capitano scorge affiorare dalla superficie dell'acqua un periscopio. Siamo in tempo di guerra, e ciò è verosimilmente segno di un imminente attacco nemico. Sull'imbarcazione scatta l'allarme, i passeggeri, nel panico, cominciano ad abbandonare la nave e a rifugiarsi nelle scialuppe di salvataggio, mentre dal sottomarino vengono sganciati i siluri.

### 6000 volt(episodio 7)
Za la Mort viene ripescato (di Leo non si hanno notizie), naufrago, sulla costa abitata da una popolazione di cannibali, che si accingono a divorarlo. Fortunatamente la sua pistola funziona ancora, egli esplode un colpo e viene risparmiato, non solo, viene venerato come dio del fuoco dagli abitanti di quella terra tropicale. Mentre a Parigi, invece, nevica. Due anziani mendicanti impietosiscono Za la Vie e zia Camilla (di nuovo esposte ad un'inspiegabile assenza di Za la Mort), che permettono loro di passare la gelida nottata presso il caminetto di casa. Ma nel mezzo della notte, mentre le due donne dormono, i due mendicanti si alzano e cominciano a rovistare in giro: sono in realtà Topi grigi, e stanno cercando il denaro. Il milione non c'è, ma al suo posto essi trovano un bigliettino nel quale gli amici di Za la Mort indicavano, in modo piuttosto generico, l'ubicazione del nascondiglio: una casa isolata di Suresnes. La duchessa Giovanna, coi suoi nuovi complici, si reca a Suresnes. Invano. Anzi, nel tentativo di aprire con un grimaldello uno sportello a muro che pareva il nascondiglio ideale, Musoduro viene investito da una fortissima scarica elettrica e muore sul colpo. Il suo corpo viene gettato in fondo ad una rupe.
Za la Mort riprende il mare su un'esile piroga, e, in condizioni estremamente debilitate, viene recuperato dall'equipaggio di una nave diretta in Francia. La notizia appare sui giornali.
La duchessa incarica l'intendente Romilles e Grigione di portare a compimento una sua pensata. Innanzitutto i Topi grigi si recano a Suresnes e armeggiano attorno al cadavere di Musoduro, poi un messaggio anonimo avverte la polizia della presenza di un cadavere, dandone l'esatta ubicazione. Giunta sul luogo, la polizia trova nelle tasche del cadavere un biglietto che fa supporre, con un alto grado di probabilità, che l'uomo è stato assassinato, e che Za la Mort è il mandante.
Così quando Za la Mort finalmente fa ritorno a Parigi, ad attenderlo alla stazione c'è Za la Vie e la polizia, che lo arresta.

### A mezza quaresima(episodio 8)
Za la Mort viene processato ed assolto per insufficienza di prove, formula che non lo soddisfa. Leo avrebbe potuto essere d'aiuto, ma è morto nel siluramento. Za ritrova la lettera autografa con il quale la duchessa Giovanna lo invitava a cena a casa propria menzionando l'intenzione di pagargli il milione: una perizia calligrafica accerta facilmente essere della stessa mano che ha scritto il biglietto trovato sul cadavere di Musoduro, già agli atti. Il caso si riapre e Giovanna viene assicurata alla giustizia. Resta solo da incastrare Grigione.
Quest'ultimo aveva avuto un'intuizione: dopo aver spento gli interruttori della centrale elettrica che serviva Suresnes (non peritandosi di uccidere, all'uopo, due tecnici della società energetica), era tornato presso lo sportello a muro che aveva causato la folgorazione di Musoduro, lo aveva aperto ed aveva in effetti trovato la valigetta contenente il denaro. Più avanti Grigione getta incongruamente la valigetta in un grosso profondissimo pozzo.
Za la Mort e i suoi seguaci, a loro volta, giunti al nascondiglio, lo trovano vuoto; ma nei pressi di esso rilevano l'impronta della mano di Grigione, inconfondibile in quanto priva di alcune falangi del dito indice, e – ce ne fosse bisogno – hanno la certezza di chi sia stato l'autore del furto (di denaro comunque estorto, anche se, paradossalmente, dovuto).
Grandi feste in maschera a Parigi per il carnevale. Grigione vi presenzia, si apparta con una graziosa mascherina, e si appresta a far colpo su di lei, e a comprarne le grazie facendo uso di un'infima parte del capitale che afferma di avere a disposizione. Ubriaco e desideroso di fare sfoggio della propria ricchezza, si reca inaccortamente con lei al pozzo. Qui la donna si toglie la maschera, sorprendendo Grigione: è Za la Vie, e Za la Mort – in ottemperanza ad un piano premeditato – li ha seguiti. Nella colluttazione che ne segue Grigione cade a capofitto nel pozzo.
Appare che Grigione aveva gettato al suo interno solo la valigetta, non il denaro, che i due Za ritrovano in un anfratto alla sommità del pozzo. Za la Mort conclude: "Questa somma, che per diritto di dolosità e tormenti, è nostra, servirà a strappare dal trivio i figli di nessuno che la società abbandona votandoli alle galere, come sarebbe stato di me, Za la Mort, se non avessi avuto un cuore."

## Personaggi e interpreti
Protagonista della serie è il personaggio di Za la Mort, un ladro gentiluomo interpretato dallo stesso Ghione. Accanto a lui l'attrice Kally Sambucini nel ruolo di Za la Vie.

## Produzione
Emio Ghione aveva creato il personaggio di Za la Mort nel film Nelly la gigolette, del 1914, e ad esso avrebbe dedicato altri film oltre a I topi grigi, (l'ultimo dei quali è Za la Mort. Der Traum der Za la Vie, del 1924), oltre ad alcuni romanzi e opere teatrali.
I topi grigi è stato restaurato nel 1995 dalla Cineteca di Bologna sulla base di una pellicola negativa originale custodita presso la Cineteca Italiana e una copia positiva realizzata negli anni '50 e giacente presso la Cinémathèque royale de Belgique.
Le lunghezze in metri delle pellicole dei singoli episodi sono le seguenti: Ep. 1: 775, Ep. 2: 671, Ep. 3: 771, Ep. 4: 1061, Ep. 5: 848, Ep. 6: 898, Ep. 7: 821, Ep. 8: 1024.

## Distribuzione
La serie di film è uscita nelle sale cinematografiche italiane nel marzo del 1918; dal 16 settembre 1918 la serie ha cominciato ad uscire in Spagna, col titolo Los ratones grises; in Portogallo la serie, col titolo As ratas pardas, ha cominciato ad uscire dal 25 novembre dello stesso anno.
In tempi recente, I topi grigi è stato proposto all'interno del festival Il Cinema Ritrovato, organizzato dalla Cineteca di Bologna nel 2019.
Almeno il secondo e terzo episodio sono stati editi in VHS nel 1995 a cura della Mondadori Video. È inoltre attestata un'edizione in DVD.
L'intera serie è visionabile sul sito della Cineteca Italiana (è necessario registrarsi).

## Accoglienza
A parere di Joseph Albert North "I topi grigi ha ricevuto critiche prevalentemente negative" all'epoca della sua uscita. "In L'arte cinegrafica Carlo Zappia criticava il carattere raffazzonato della trama e l'ottusità degli avversari di Za la Mort, concludendo: “Il lettore ha ragione di essere seccato. Lo spettatore anche.”" D'altra parte "I Topi Grigi è stato un grande successo in Spagna, l'unico paese a non limitare la fruizione di film italiani durante la prima guerra mondiale."
In occasione della ristampa del romanzo di Emilio Ghione Za la Mort, sul Sole 24 Ore del 28 ottobre 2012, a firma di Emiliano Morreale, possiamo leggere: "Il personaggio di Za la Mort, criminale-eroe, celeberrimo cent'anni fa, è rimasto proverbiale attraverso i decenni. Nel secondo dopooguerra, Dapporto e Totò lo citavano nei loro spettacoli comici ("Za la Mortadelle…"), una versione a fumetti lo trasformava in indiano d'America (del resto, non era un "apache", ossia un esponente della malavita parigina?), e il regista Raffaello Matarazzo lo riportava sullo schermo in Fumeria d'oppio."
Secondo lo storico del cinema Denis Lotti "Il serial risulta composto di espedienti narrativi di origini eterogenee e potrebbe essere definito un grande polittico, che espone al pubblico saggi derivanti dal racconto nero, dal poliziesco, dall’esotico salgariano e farandolesco, dove l’improbabile e l’inverosimile si confondono a tratti naturalisti, al bisogno oraziano dell’angolo al quale il protagonista tende, soprattutto dopo ogni trasformazione che le mirabolanti avventure e disavventure richiedono a Za la Mort."

## Influenza culturale
I contributi al cinema italiano si riconoscono soprattutto nell'aver posto le basi dello stereotipo del personaggio/giustiziere e delinquente (Rocambole e Fantômas) che rispetta una sua etica ed ha un proprio codice d'onore. Per capire l'importanza del contributo di questa serie di film ai futuri registi italiani ed internazionali, si pensi all'influenza che tali stereotipi hanno avuto sui film di Sergio Leone od anche nei film poliziotteschi degli anni settanta dove i protagonisti sono sempre mossi da proprie regole e leggi solitamente basate per di più su di una giustizia personale